# Tecmessa
Tecmessa (in greco antico: Τέκμησσα?, Tékmēssa) è una figura della mitologia greca.

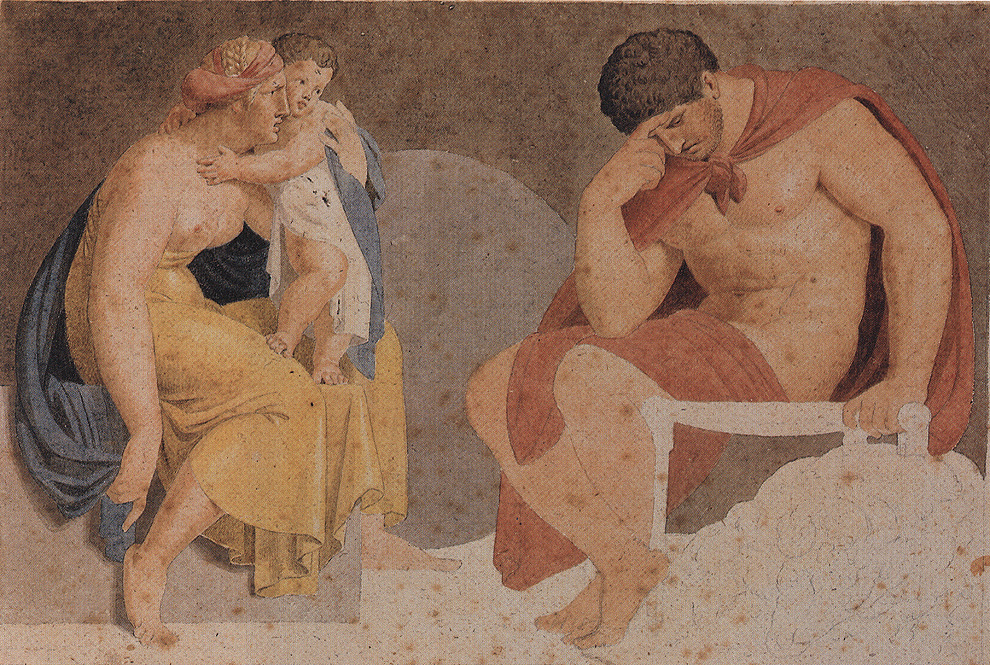
Tecmessa, Eurisacco o Aiace, Asmus Jakob Carstens, 1791

Viene citata nell'Iliade dove è descritta come la figlia di Teleutao, re di Frigia e alleato dei troiani. Gli Achei la fecero prigioniera durante un'incursione e la assegnarono, come schiava, ad Aiace Telamonio da cui ebbe un figlio, Eurisace. Quando Aiace si suicidò per lo smacco dovuto all'equivoca uccisione di una mandria di buoi, al posto dei capi greci, voluta dalla dea Atena, ella cercò inutilmente di farlo ragionare ma fu inutile.
Compare anche nell'Aiace di Sofocle.